# 乌禅幕
乌禅幕（?—?），匈奴贵族，妻子是车犁单于与日逐王先贤掸的姐妹。他的女儿嫁给了呼韩邪单于稽侯狦。
乌禅幕原居於乌孙、康居之间，因屡遭侵扰，他率军数千人归附匈奴。前60年，女婿稽侯狦作为虚闾权渠单于的儿子而不能继承单于之位，逃到乌禅幕处，得到他的资助。前58年，因为握衍朐提单于暴虐，和姑夕王及左地贵人一起立稽侯狦为呼韩邪单于。他辅佐呼韩邪单于发动左地兵马四五万人，击败握衍朐提单于，逼迫他自杀。对于呼韩邪单于的立业，很有功绩。